# Пацюк чорний
Пацюк чорний (Rattus rattus) — один з видів гризунів роду пацюків (Rattus). Вид відомий також як «чорний щур», «азійський чорний щур», «корабельний пацюк» або просто «пацюк». Належить до космополітичних хребетних.
Нерідко «чорним пацюком» називають меланістів пацюка мандрівного (Rattus norvegicus). Від останнього пацюк чорний відрізняється не так забарвленням (часто не відмінне), як пропорціями тіла: у нього довгі вуха (притиснуті до щоки прикривають очі) та довгий хвіст (довший за тіло), натомість лапка відносно коротка.
Цей вид гризунів — давній активний учасник людської історії, який від часів своїх надуспішних середньовічних чумних інвазій дожився до сучасного статусу раритетності на більшій частині Європи.
Вид походить з тропічних районів Азії, проте розповсюдився Близьким Сходом та Європою (до VI ст.), а пізніше — усім світом. Зараз найпоширеніший у теплих районах Землі, в холодніших переважно витіснений сірим пацюком (Rattus norvegicus).
В Україні зберігся тільки у двох районах — у ялівцевих лісах південнобережжя Криму та у глухих куточках Полісся, де в зимовий час стає синантропом, проте влітку виселяється у природу.

## Морфологічні особливості
Гризун завдовжки 27 — 40 см. Вага досягає близько 200 грамів, хоча описані екземпляри до 300 грамів.

## Зовнішність
Тіло квадратне, міцна статура, задні ніжки довші, міцніші за передні: нижня частина передніх великих пальців має кільця у формі луски, а великі пальці задніх ніг є простими горбками. На кожній нозі є п'ять подушечок у підошовної області, що відповідає пальцям ніг. Волосся чорне, із схильністю до освітлення у вентральній ділянці: місцеві популяції мають характерні відтінки білого, сірого та коричневого кольору на спині та череві, часто із синюватими відтінками. Тарс і власне лапа без волосся і карміново-чорного забарвлення, а хвіст, покритий розрідженим волоссям, лускатий і того ж відтінку, що й лапи. Загострена морда без волосся і рожевого забарвлення, як і середнього розміру вуха. Очі чорні. На мордочці довгі, чутливі вуса (вібриси).